# Victor Conzemius
Victor Conzemius (* 3. September 1929 in Echternach; † 24. Juni 2017 in Luzern) war ein luxemburgischer römisch-katholischer Kirchenhistoriker.

Victor Conzemius kam als Sohn eines Hoteliers zur Welt. Er studierte Philosophie und Theologie am Priesterseminar Luxemburg und Geschichte, Philosophie und Theologie an der Universität Freiburg i. Üe. Dort wurde er 1954 mit einer Arbeit über den Trierer Erzbischof Jakob III. von Eltz promoviert. 1955 erfolgte die Priesterweihe. Anschließend wirkte Conzemius als Seelsorger, bevor er 1965 bis 1968 als Lektor für neuere Geschichte nach Dublin ging. Von 1970 bis 1980 lehrte er Kirchengeschichte an der Universität Luzern. Danach arbeitete er als freier Wissenschaftler und Publizist.

## Schriften (Auswahl)
nach Erscheinungsjahr geordnet 
- Jakob III. von Eltz. Erzbischof von Trier 1567–1581. Ein Kurfürst im Zeitalter der Gegenreformation. Steiner, Wiesbaden 1956.
- Katholizismus ohne Rom. Benziger, Zürich 1969.
- Lord Acton oder das freie Wort in der Kirche. In: Otto Bardong (Hrsg.): Herrnsheim 771–1971. Festbuch zur 1200-Jahrfeier. Worms 1971, S. 145–155.
- Philipp Anton von Segesser 1817–1888. Benziger, Zürich 1977.
- (als Hrsg.) Schweizer Katholizismus 1933–1945. Eine Konfessionskultur zwischen Abkapselung und Solidarität. Verlag Neue Zürcher Zeitung, Zürich 2001.